# العلاقات السريلانكية السلوفاكية
العلاقات السريلانكية السلوفاكية هي العلاقات الثنائية التي تجمع بين سريلانكا وسلوفاكيا.

## مقارنة بين البلدين
هذه مقارنة عامة ومرجعية للدولتين:
| وجه المقارنة                                              | سريلانكا                         | سلوفاكيا                                                       |
| --------------------------------------------------------- | -------------------------------- | -------------------------------------------------------------- |
| المساحة (كم2)                                             | 65.61 ألف                        | 49.03 ألف                                                      |
| عدد السكان (نسمة)                                         | 21.44 مليون                      | 5.44 مليون                                                     |
| الكثافة السكانية (ن./كم²)                                 | 326.78                           | 110.95                                                         |
| العاصمة                                                   | سري جاياواردنابورا كوتي، كولمبو  | براتيسلافا                                                     |
| اللغة الرسمية                                             | اللغة السنهالية، اللغة التاميلية | اللغة السلوفاكية                                               |
| العملة                                                    | روبية سريلانكي                   | كرونة سلوفاكية، يورو                                           |
| الناتج المحلي الإجمالي (بليون دولار)                      | 87.17 مليار                      | 95.77 مليار                                                    |
| الناتج المحلي الإجمالي (تعادل القوة الشرائية) بليون دولار | 246.62 مليار                     | 162.34 مليار                                                   |
| الناتج المحلي الإجمالي الاسمي للفرد دولار أمريكي          | 3.93 ألف                         | 16.09 ألف                                                      |
| الناتج المحلي الإجمالي للفرد دولار أمريكي                 | 11.11 ألف                        | 30.46 ألف                                                      |
| مؤشر التنمية البشرية                                      | 0.757                            | 0.844                                                          |
| رمز المكالمات الدولي                                      | +94                              | +421                                                           |
| رمز الإنترنت                                              | .lk،                             | .sk                                                            |
| المنطقة الزمنية                                           | ت ع م+05:30                      | توقيت وسط أوروبا، ت ع م+01:00، ت ع م+02:00، أوروبا/براتيسلافا ‏ |

## منظمات دولية مشتركة
يشترك البلدان في عضوية مجموعة من المنظمات الدولية، منها:
| علم المنظمة | اسم المنظمة                               | تاريخ انضمام سريلانكا | تاريخ انضمام سلوفاكيا |
| ----------- | ----------------------------------------- | --------------------- | --------------------- |
|             | مؤسسة التنمية الدولية                     | 27 يونيو 1961         | 1993                  |
|             | يونسكو                                    | 14 نوفمبر 1949        | 9 فبراير 1993         |
|             | وكالة ضمان الاستثمار متعدد الأطراف        | 27 مايو 1988          | 1993                  |
|             | الأمم المتحدة                             | 14 ديسمبر 1955        | 19 يناير 1993         |
|             | الاتحاد البريدي العالمي                   | ?                     | ?                     |
|             | البنك الدولي للإنشاء والتعمير             | 29 أغسطس 1950         | 1993                  |
|             | الاتحاد الدولي للاتصالات                  | 1897                  | 23 فبراير 1993        |
|             | منظمة حظر الأسلحة الكيميائية              | ?                     | ?                     |
|             | مؤسسة التمويل الدولية                     | 20 يوليو 1956         | 1993                  |
|             | المركز الدولي لتسوية المنازعات الاستشارية | 11 نوفمبر 1967        | 26 يونيو 1994         |
|             | منظمة التجارة العالمية                    | ?                     | ?                     |
|             | منظمة الشرطة الجنائية الدولية             | ?                     | ?                     |

## وصلات خارجية
- موقع وزارة الخارجية السريلانكية
- موقع وزارة الخارجية السلوفاكية